# جون لوسون (عسكري)
جون لوسون (بالإنجليزية: John Lawson)‏ هو عسكري أمريكي، ولد في 16 يونيو 1837 في فيلادلفيا في الولايات المتحدة، وتوفي بنفس المكان في 3 مايو 1919.